# Статуя Лачплесиса
Статуя Лачплесиса (латыш. Skulptūra «Lāčplēsis») — одна из достопримечательностей Юрмалы.

## История
Скульптурное изображение выполнено Владимиром Рапикисом и Леонидом Кристовским в 1954 году для украшения фонтана недалеко от железнодорожной станции Майори, в начале пешеходной части улицы Йомас. Изображает героя латышского эпоса Лачплесиса с поднятым мечом, рубящим дракона. В первоначальном варианте струя воды из пасти дракона била в щит Лачплесиса, а по кругу сидели большие жабы, из которых к ногам героя тоже лились струи воды. Позднее фонтан был демонтирован, а скульптура осталась.
Скульптура выполнена из каменно-бетонной массы, меч и щит металлические.
Художник Роланд Бейтнерс в мемуарах упоминал, что Владимир Рапикис (1921-1985) представил скульптуру на худсовет, которому стало ясно, что автор не знает, как должен выглядеть Лачплесис. Председатель худсовета Эмиль Мелдерис назвал увиденное творение "потомком Чингисхана". 
По версии, высказанной министром культуры Латвийской ССР Владимиром Каупужем, памятник изначально представлял собой изображение Георгия Победоносца и был выполнен по заказу Грузии. Однако заказчики по неизвестным причинам отказались принимать его, поэтому статуя Святого Георгия была превращена в персонажа языческого эпоса Лачплесиса — была добавлена шапка с медвежьими ушами, а вместо копья — традиционной эмблемы Святого Геогргия — в руку был вставлен меч. Действительно, в эпосе Лачплесис никогда не сражался с драконами или змеями. Однако схожий сюжет был использован Р. Зариньшем в эскизе латвийской почтовой марки межвоенного периода.

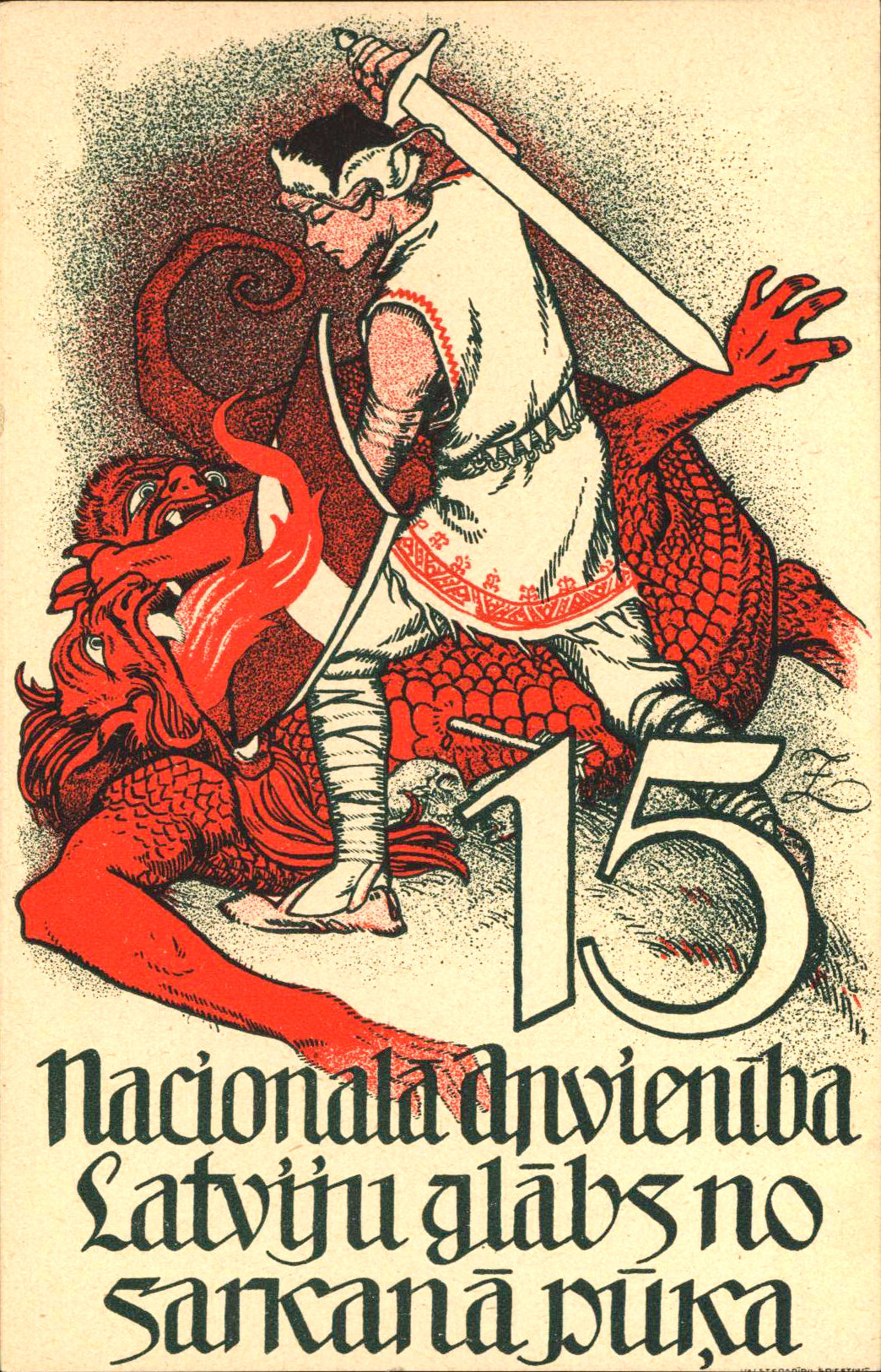
«Национальное объединение спасёт Латвию от красного дракона».
Рисунок для почтовой марки (Р. Зариньш, 1930-е гг.)

В период антиалкогольной кампании, инициированной М. С. Горбачёвым, местные жители в шутку говорили, что Лачплесис «борется с зелёным змием».
В 1990-е годы охотники за цветным металлом несколько раз воровали меч, находившийся в руке у статуи; в итоге он был зафиксирован более надёжно, и попытки кражи более не предпринимались.
Скульптура и сквер обновлены в 2003 году.